# Incrociatori da battaglia tedeschi

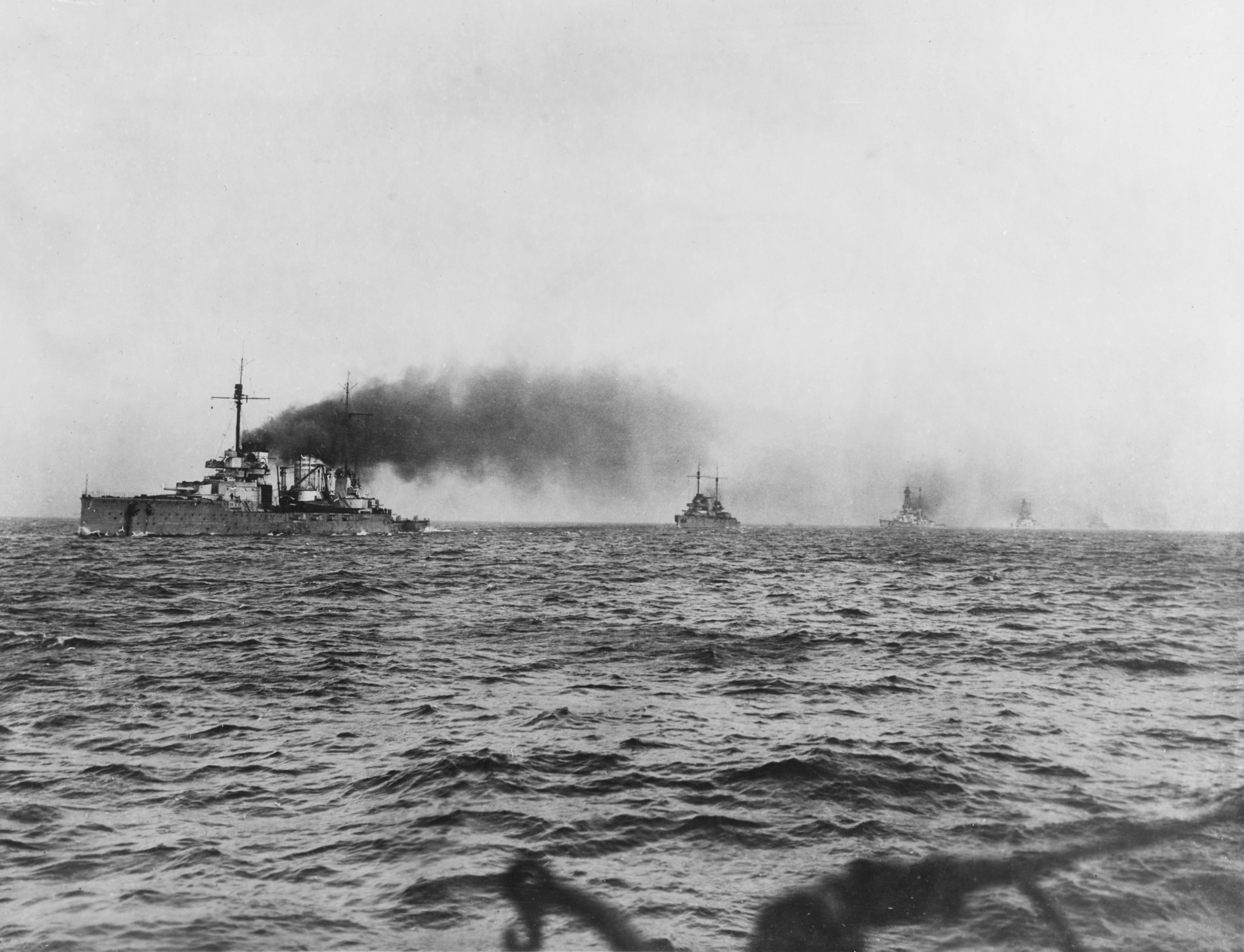
La guida la ,la, la e la verso Scapa Flow

La Kaiserliche Marine, la marina dell'Impero tedesco, costruì sette incrociatori da battaglia nella prima metà del ventesimo secolo (altri sette raggiunsero vari stadi di completamento ma non furono mai completati). Gli incrociatori da battaglia erano uno sviluppo dei precedenti incrociatori corazzati; il loro compito era scortare la flotta da battaglia ed attaccare le forze da ricognizione nemiche. Il Kaiser Guglielmo II di Germania voleva che i nuovi incrociatori da battaglia fossero in grado di combattere nella linea di battaglia insieme alle corazzate per ridurre l'inferiorità numerica tedesca.
Il SMS Von der Tann fu il primo incrociatore da battaglia tedesco, costruito tra gli anni 1908–1910. La Kaiserliche Marine costruì altri quattro incrociatori da battaglia prima dell'inizio della prima guerra mondiale che dovevano essere assegnati alla Hochseeflotte, ed altri due furono completati durante la guerra. Altri sette furono progettati, quattro della classe Mackensen e tre della classe Ersatz Yorck. Due della classe Mackensen — la capoclasse e la Graf Spee — furono varati ma mai completati, e gli altri due erano nelle prime fasi della costruzione quando il progetto venne cancellato negli ultimi mesi di guerra. Gli altri tre della classe Ersatz Yorck non videro l'inizio dei lavori prima della cancellazione del progetto.
Sei dei sette incrociatori da battaglia completati prima della fine della guerra parteciparono attivamente ad intensi combattimenti, principalmente nel Mare del Nord. Tutte, con l'eccezione della SMS Goeben, che era stata assegnata alla Divisione del Mediterraneo, furono assegnate al I. Aufklärungsgruppe (I Gruppo da ricognizione) al comando del contrammiraglio Franz von Hipper. La squadra condusse alcune incursioni contro la costa inglese tra il 1914 ed il 1916, che culminarono con la battaglia dello Jutland del 31 maggio – 1º giugno 1916, in cui avevano il compito di attirare parte della flotta inglese verso la linea della flotta tedesca. L'ammiraglia del gruppo, la SMS Lützow affondò in seguito ai danni riportati nella battaglia e le altre navi furono pesantemente danneggiate. Durante la battaglia la Von der Tann affondò la HMS Indefatigable, la SMS Seydlitz affondò la HMS Queen Mary e la SMS Derfflinger insieme alla Lützow distrussero la HMS Invincible. I cinque incrociatori da battaglia superstiti — Von der Tann, SMS Moltke, Seydlitz, Derfflinger, ed SMS Hindenburg — furono internati, insieme al grosso della flotta tedesca, presso Scapa Flow dopo l'armistizio e successivamente autoaffondate nel 1919. La Goeben fu formalmente trasferita alla Marina Ottomana all'inizio delle ostilità e operò contro la Marina Imperiale Russa nel Mar Nero, per la maggior parte della guerra. Fu gravemente danneggiata da mine britanniche verso la fine della guerra, ma dopo estese riparazioni, rimase in servizio nella Marina Turca fino agli anni cinquanta e demolita solo nel 1973.
La Kriegsmarine, che nacque dopo la prima guerra mondiale dalle ceneri della Kaiserliche Marine, considerò la possibilità di costruire tre incrociatori da battaglia della classe "O" prima della seconda guerra mondiale nel quadro del Piano Z di riarmo navale. Ma l'inizio della guerra nel 1939 portò all'accantonamento dei progetti di costruzione, e nessuna delle navi fu costruita.

## Legenda
| Cannoni principali  | Il numero ed il tipo dei cannoni principali                                              |
| Dislocamento        | Il dislocamento a pieno carico                                                           |
| Propulsione         | Il numero degli assi, il tipo di propulsori installati, e la velocità massima sviluppata |
| Servizio            | Date di inizio e fine servizio e il destino finale della nave                            |
| Impostazione        | Inizio dei lavori di costruzione dello scafo                                             |
| Entrata in servizio | Data dell'entrata in servizio della nave                                                 |

## SMSVon der Tann

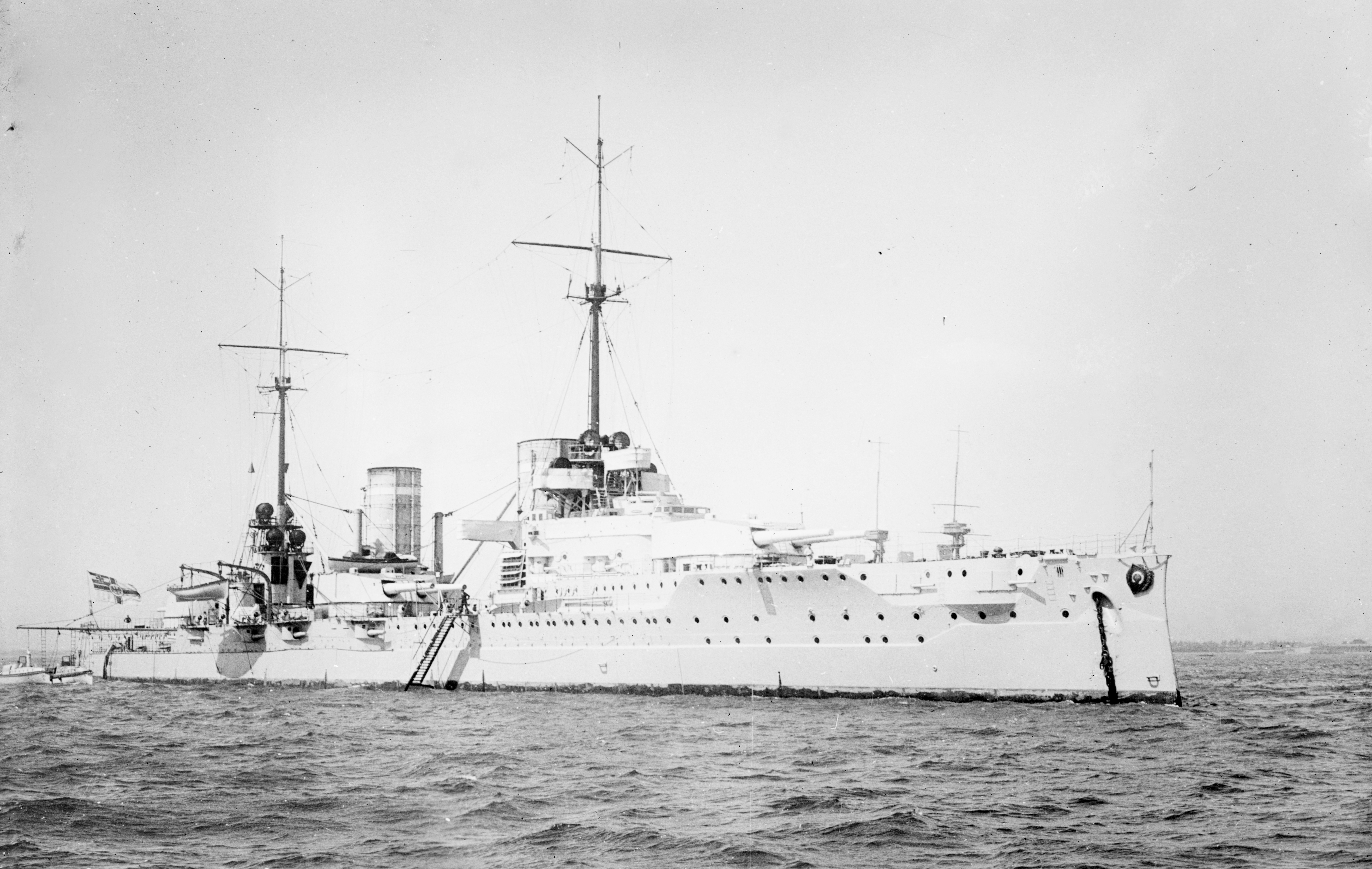
Von der Tann

La SMS Von der Tann fu il primo incrociatore da battaglia tedesco, ordinato nel 1907. Fu progettato in risposta alla classe Invincible di incrociatori da battaglia britannici, la cui costruzione era iniziata l'anno prima. Essendo la prima unità costruita di una nuova tipologia di nave, la progettazione del Von der Tann fu molto travagliata. Il Großadmiral Alfred von Tirpitz, il capo di stato maggiore della marina, voleva che la nave seguisse lo schema britannico di un armamento di grande calibro, una protezione relativamente leggera ed una forte velocità. Il Kaiser Guglielmo II, insieme ad alcuni alti ufficiali della marina, considerava che, per l'inferiorità numerica della marina tedesca, la nuova nave avrebbe dovuto avere una protezione sufficiente a stare nella linea di battaglia.
La Von der Tann fu presente nella maggior parte delle azioni della prima guerra mondiale, comprese le incursioni contro la costa inglese. Alla battaglia dello Jutland, la Von der Tann era l'ultima nella linea degli incrociatori da battaglia tedeschi. Si ingaggiò con la HMS Indefatigable e, dopo 15 minuti di fuoco, i proietti da 280 mm del Von der Tann fecero esplodere la santabarbara dell'Indefatigable, distruggendolo. Alla fine della guerra, la Von der Tann fu condotta a Scapa Flow dove, successivamente, si autoaffondò. Il relitto fu recuperato nel 1930 e fu demolito nel periodo 1931–34.
| Nave             | Cannoni principali | Dislocamento | Propulsione                                              | Servizio      | Servizio            | Servizio                                                                                              |
| Nave             | Cannoni principali | Dislocamento | Propulsione                                              | Impostata     | Entrata in servizio | Destino finale                                                                                        |
| ---------------- | ------------------ | ------------ | -------------------------------------------------------- | ------------- | ------------------- | --- |
| SMS Von der Tann | 8 × 280 mm         | 21.300 t     | 4 eliche, turbine a vapore Parsons, 27,75 nodi (51 km/h) | 21 marzo 1908 | 1º settembre 1910   | Autoaffondata a Scapa Flow il 21 giugno 1919, il relitto recuperato nel 1930 e demolito presso Rosyth |

## Classe Moltke

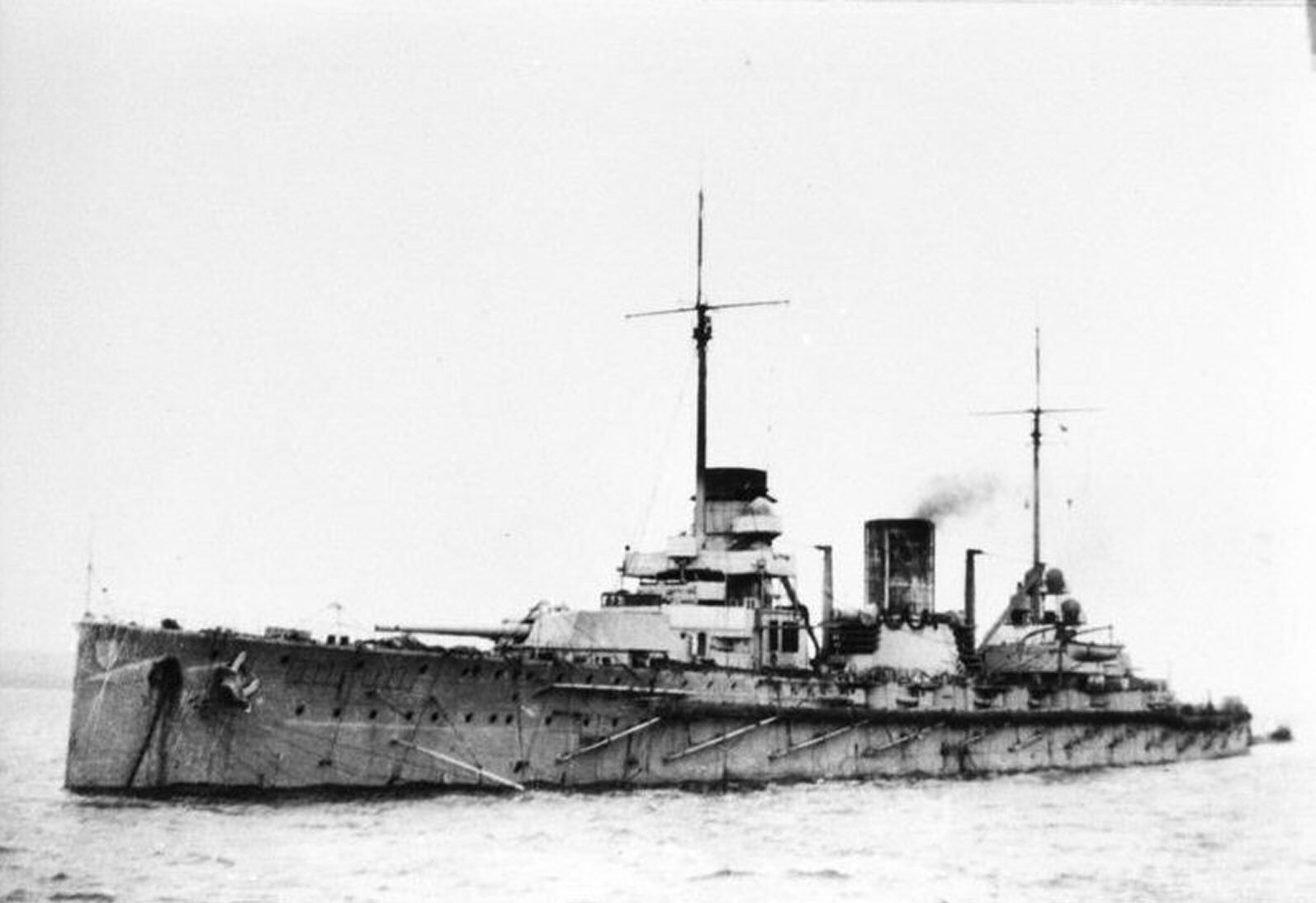
La Goeben in porto

La Moltke e la Goeben, migliorate rispetto alla precedente Von der Tann, furono ordinate rispettivamente il 1908 ed il 1909. Mentre il progetto generale non fu più soggetto a discussione come nella Von der Tann, rimanevano disaccordi tra Tirpitz ed il dipartimento delle costruzioni navali su l'opportunità di aumentare il calibro od il numero dei cannoni installati. Tirpitz considerava più opportuno portare il numero dei cannoni a dieci, mentre il dipartimento navale preferiva otto cannoni da 305 mm. Fu infine deciso di montare dieci cannoni da 280 mm. In aggiunta all'armamento maggiorato, le due navi della classe Moltke erano leggermente più grandi e meglio protette rispetto al Von der Tann.
La Moltke, all'entrata in servizio, raggiunse la Von der Tann nella squadra degli incrociatori da battaglia, e combatté contro la marina britannica nel Mare del Nord.
Fu impiegata anche contro la Marina Russa nel Mar Baltico; nel 1915 fu silurata durante la battaglia del golfo di Riga, e nel 1917, tornò nel Baltico come ammiraglia delle forze d'invasione che condussero l'Operazione Albion. Anche la Moltke fu condotta a Scapa Flow alla fine della guerra e si autoaffondò nel 1919. La Goeben, invece, fu assegnata alla flotta tedesca del Mediterraneo, come ammiraglia della divisione navale. All'inizio delle ostilità nel 1914, la Goeben con l'incrociatore leggero SMS Breslau sfuggirono alla flotta britannica e raggiunsero Istanbul, dove furono formalmente trasferite alla Marina Ottomana, operando principalmente nel Mar Nero contro l'Impero Russo. Attaccò le forze britanniche al largo dei Dardanelli nel 1918 e urtò tre mine, rimanendo gravemente danneggiata. La nave rimase in servizio nella marina turca fino al 1973 quando fu demolita.
| Nave       | Cannoni principali | Dislocamento | Propulsione                                   | Servizio        | Servizio            | Servizio                                                                                                 |
| Nave       | Cannoni principali | Dislocamento | Propulsione                                   | Impostata       | Entrata in servizio | Destino finale                                                                                           |
| ---------- | ------------------ | ------------ | --------------------------------------------- | --------------- | ------------------- | --- |
| SMS Moltke | 10 × 280 mm        | 25400 t      | 4 eliche, turbine a vapore Parsons, 28,4 nodi | 7 dicembre 1908 | 30 agosto 1911      | Autoaffondata a Scapa Flow il 21 giugno 1919, il relitto fu recuperato nel 1927 e demolito presso Rosyth |
| SMS Goeben | 10 × 280 mm        | 25400 t      | 4 eliche, turbine a vapore Parsons, 28 nodi   | 28 agosto 1909  | 2 luglio 1912       | Trasferita all'Impero Ottomano il 16 agosto 1914, demolita nel 1973                                      |

## SMSSeydlitz

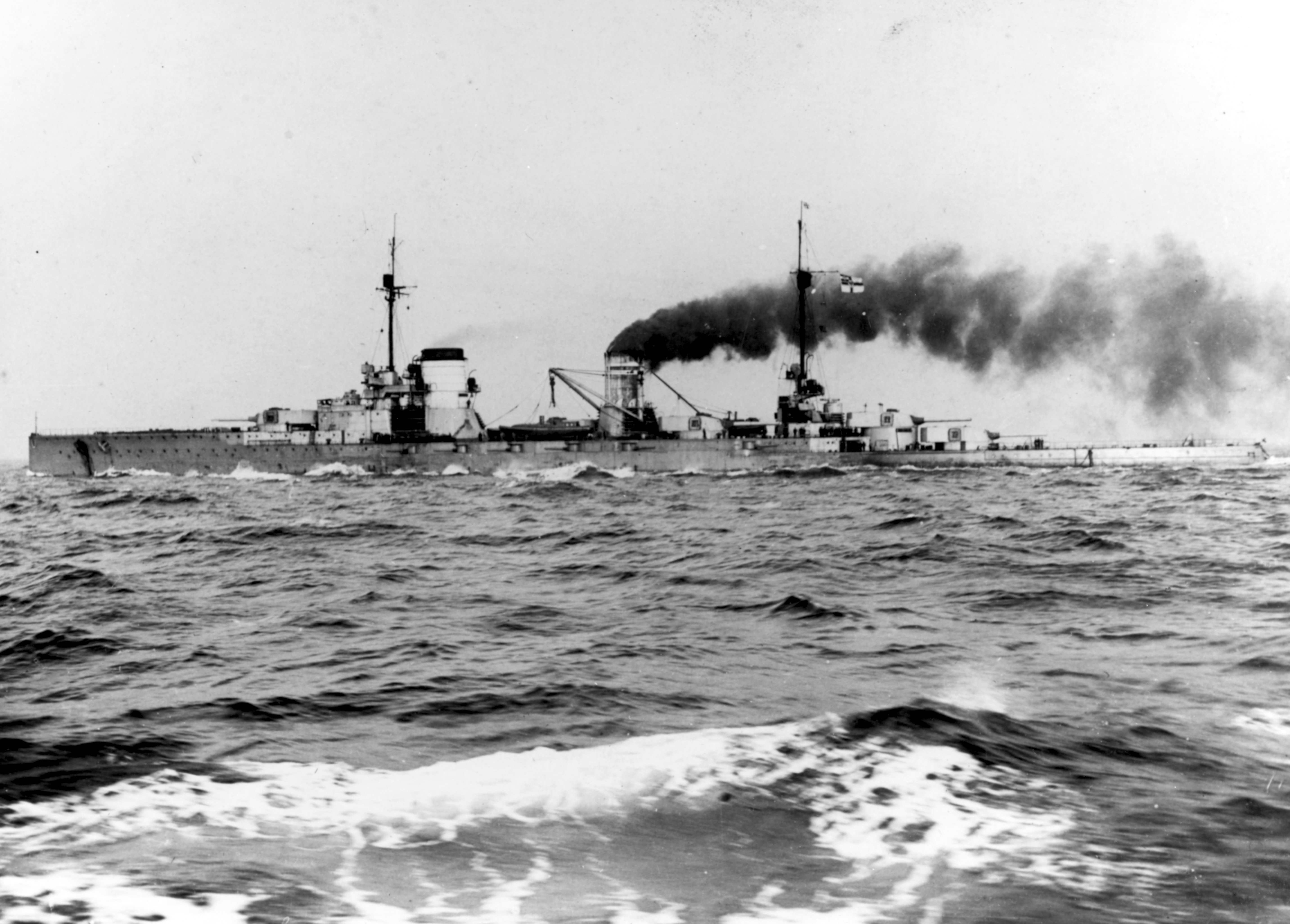
Seydlitz naviga verso Scapa Flow

La Seydlitz fu un ampliamento rispetto alle unità della classe Moltke. Era leggermente più grande ed aveva un castello di prua più alto. La Seydlitz era dotata degli stessi dieci cannoni da 280 mm della classe Moltke montati nella medesima configurazione. All'entrata in servizio, la Seydlitz, divenne l'ammiraglia del contrammiraglio Franz von Hipper. Prese parte alla maggior parte delle azioni della Hochseeflotte. Nella Battaglia di Dogger Bank, fu colpita sulla torretta poppiera da due o tre proietti da 343 mm della HMS Lion; i colpi incendiarono la torretta e quasi distrussero la nave. Nella battaglia dello Jutland, la Seydlitz inflisse danni fatali all'incrociatore da battaglia HMS Queen Mary. Durante il seguito della battaglia subì forti danni, ed imbarcò 5.300 t d'acqua. Nonostante gli immensi danni subiti, la Seydlitz fu in grado di navigare fino al porto di Wilhelmshaven, dove fu riparata. Come la Von der Tann e la Moltke, la Seydlitz fu condotta a Scapa Flow dove successivamente si autoaffondò.
| Nave         | Cannoni principali | Dislocamento | Propulsione                                             | Servizio        | Servizio            | Servizio                                                                                         |
| Nave         | Cannoni principali | Dislocamento | Propulsione                                             | Impostata       | Entrata in servizio | Destino finale                                                                                   |
| ------------ | ------------------ | ------------ | ------------------------------------------------------- | --------------- | ------------------- | ------------------------------------------------------------------------------------------------ |
| SMS Seydlitz | 10 × 280 mm        | 28550 t      | 4 eliche, turbine a vapore Parsons, 28,1 nodi (51 km/h) | 4 febbraio 1911 | 22 maggio 1913      | autoaffondata a Scapa Flow il 21 giugno 1919, il relitto recuperato nel 1928 e demolito a Rosyth |

## Classe Derfflinger

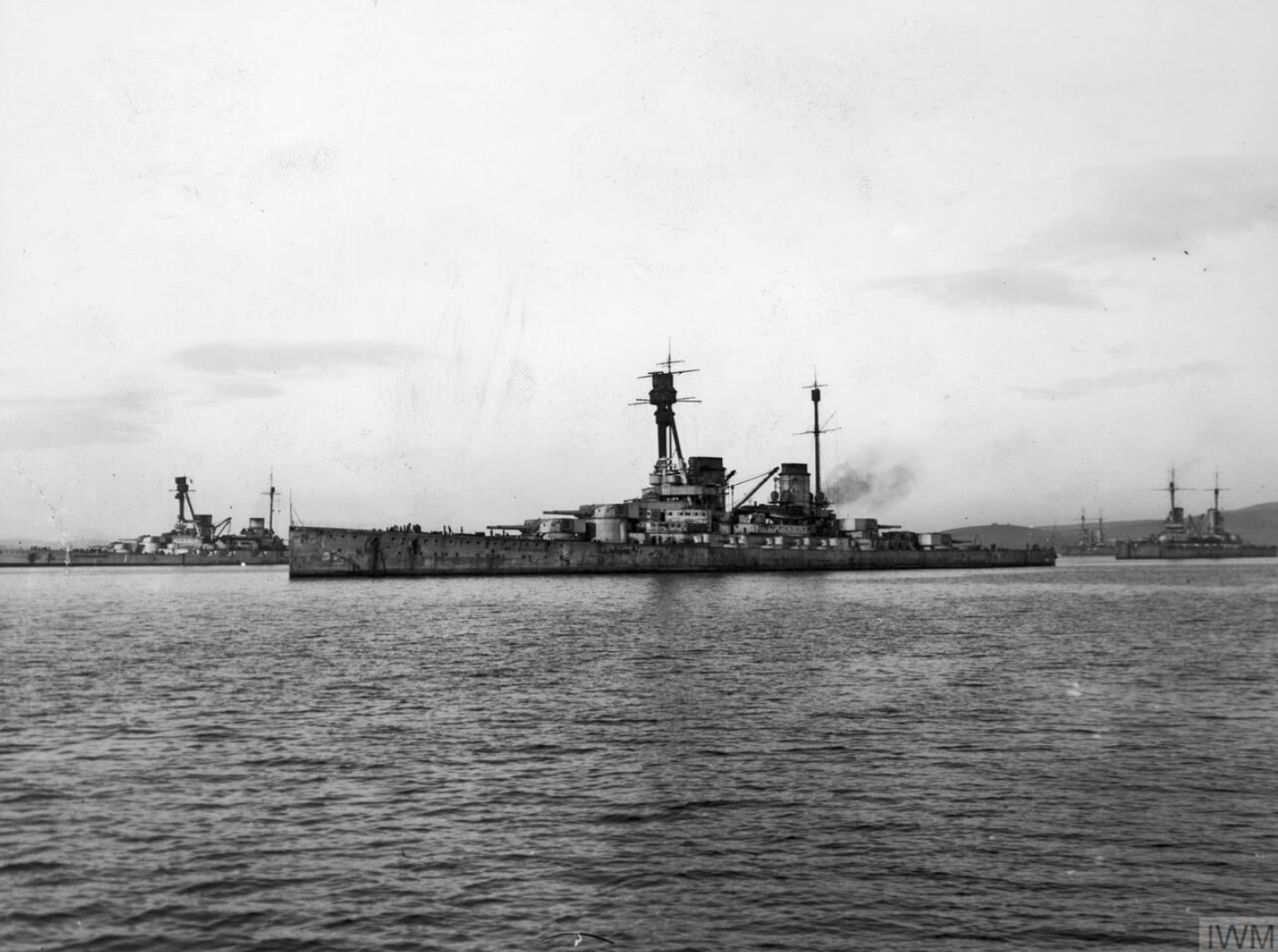
La Hindenburg (al centro) e la Derfflinger (dietro a sinistra) a Scapa Flow

Le tre navi della classe Derfflinger furono gli ultimi incrociatori da battaglia completati per la marina tedesca. L'armamento principale fu modificato radicalmente rispetto alle navi precedenti. Il numero dei cannoni fu ridotto ad otto, ma il calibro fu aumentato a 305 mm. Inoltre le torrette furono sistemate lungo l'asse longitudinale, eliminando la precedente configurazione con le torrette sfalsate a centronave, in coppie simmetriche sovrapposte a prua ed a poppa della cittadella centrale. la prima unità, la capoclasse, fu completata subito dopo l'inizio della prima guerra mondiale. La Lützow seguì nell'agosto 1915, e la Hindenburg raggiunse la flotta nel maggio 1917. La Derfflinger fu coinvolta nella maggior parte delle azioni condotte durante la guerra. Durante la battaglia dello Jutland colpì la Queen Mary e contribuì alla sua distruzione, insieme alla Seydlitz. La Derfflinger e la Lützow in seguito concentrarono il loro tiro sulla HMS Invincible distruggendola. Durante la battaglia, la Lützow fu gravemente danneggiata da almeno 24 proietti di grosso calibro e non riuscì a tornare in porto. Fu fatta affondare il mattino seguente. La carriera della Hindenburg fu priva di significativi scontri con la flotta britannica. insieme alla Derfflinger furono condotte a Scapa Flow con il resto della flotta, dove si autoaffondarono.
| Nave            | Cannoni principali | Dislocamento | Propulsione                                   | Servizio        | Servizio            | Servizio                                                                                                   |
| Nave            | Cannoni principali | Dislocamento | Propulsione                                   | Impostata       | Entrata in servizio | Destino finale                                                                                             |
| --------------- | ------------------ | ------------ | --------------------------------------------- | --------------- | ------------------- | --- |
| SMS Derfflinger | 8 × 305 mm         | 31.200 t     | 4 eliche, turbine a vapore Parsons, 25,5 nodi | 30 marzo 1912   | 1º settembre 1914   | Autoaffondata a Scapa Flow il 21 giugno 1919, il relitto venne recuperato nel 1939, demolita dopo il 1946  |
| SMS Lützow      | 8 × 305 mm         | 31.200 t     | 4 eliche, turbine a vapore Parsons, 26,4 nodi | maggio 1912     | 8 agosto 1915       | Fatta affondare dalla sua scorta dopo i danni subiti alla Battaglia dello Jutland, il 1º giugno 1916       |
| SMS Hindenburg  | 8 × 305 mm         | 31500 t      | 4 eliche, turbine a vapore Parsons, 26,6 nodi | 1º ottobre 1913 | 10 maggio 1917      | Autoaffondata a Scapa Flow il 21 giugno 1919, il relitto venne recuperato nel 1930, demolita nel 1930–1932 |

## Classe Mackensen

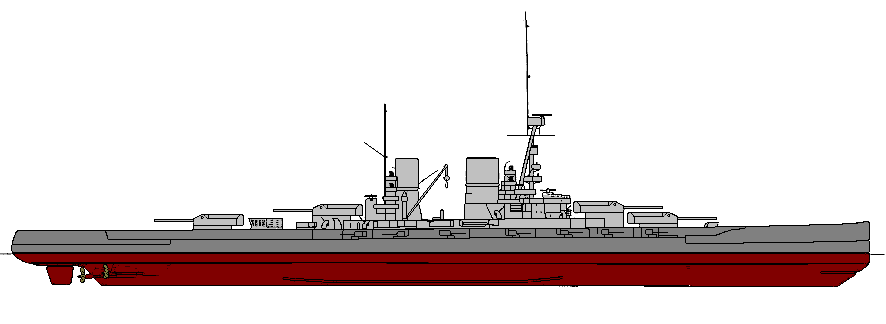
Profilo della classe Mackensen

Il Dipartimento della Marina, nel febbraio 1915, si rese conto che la guerra sarebbe durata a lungo e decise di sostituire i sei incrociatori corazzati che erano stati perduti fino ad allora. Le navi erano una versione migliorata della classe Derfflinger; la principale modifica fu l'adozione di cannoni da 350 mm, insieme al ponte continuo da prua a poppa. Quattro navi furono ordinate ed impostate in cantiere, ma solo due, la Mackensen e la Graf Spee, furono varate. nessuna venne completata, dato che gli sforzi di costruzione bellica erano stati deviati verso i sommergibili. Tutte e quattro le navi vennero demolite in Germania tra il 1921 ed il 1924.
| Nave                      | Cannoni principali | Dislocamento | Propulsione                                 | Servizio  | Servizio            | Servizio                                          |
| Nave                      | Cannoni principali | Dislocamento | Propulsione                                 | Impostata | Entrata in servizio | Destino finale                                    |
| ------------------------- | ------------------ | ------------ | ------------------------------------------- | --------- | ------------------- | ------------------------------------------------- |
| SMS Mackensen             | 8 × 350 mm         | 35.300 t     | 4 eliche, turbine a vapore Parsons, 28 nodi | 1914      | —                   | Radiata il 17 novembre 1919, demolita nel 1922    |
| SMS Graf Spee             | 8 × 350 mm         | 35.300 t     | 4 eliche, turbine a vapore Parsons, 28 nodi | 1915      | —                   | Radiata il 17 novembre 1919, demolita nel 1921–22 |
| SMS Prinz Eitel Friedrich | 8 × 350 mm         | 35.300 t     | 4 eliche, turbine a vapore Parsons, 28 nodi | 1915      | —                   | demolita nel 1921                                 |
| SMS Fürst Bismarck        | 8 × 350 mm         | 35.300 t     | 4 eliche, turbine a vapore Parsons, 28 nodi | 1915      | —                   | Radiata il 17 novembre 1919, demolita nel 1922    |

## Classe Ersatz Yorck

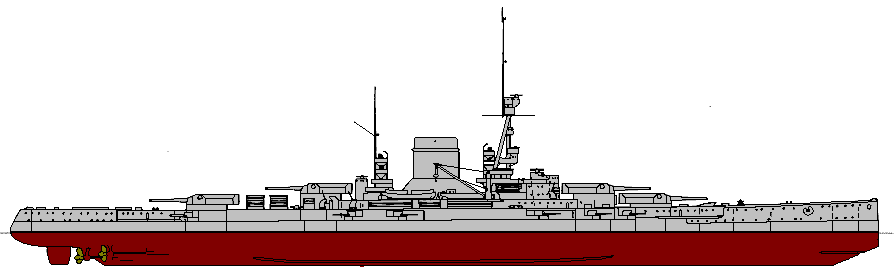
Profilo della classe Ersatz Yorck

Le tre navi della classe Ersatz Yorck ("Sostituto della Yorck" in lingua tedesca) furono originariamente ordinate come navi della classe Mackensen, ma il progetto fu modificato nel gennaio 1917 per incrementare il calibro dei cannoni a 380 mm. Le Ersatz Yorck erano comunque simili alle Mackensen, con l'eccezione dei fumaioli. La classe Ersatz Yorck presentava i due fumaioli della classe precedente riuniti in uno solo più grande. Solo la capoclasse fu impostata, ed il lavoro non andò molto avanti; solo 1.000 t di acciaio furono assemblate prima dell'interruzione dei lavori. le altre due navi furono assegnate ai cantieri, ma i lavori non iniziarono mai.
| Nave               | Cannoni principali | Dislocamento | Propulsione                                   | Servizio  | Servizio            | Servizio                                 |
| Nave               | Cannoni principali | Dislocamento | Propulsione                                   | Impostata | Entrata in servizio | Destino finale                           |
| ------------------ | ------------------ | ------------ | --------------------------------------------- | --------- | ------------------- | ---------------------------------------- |
| Ersatz Yorck       | 8 × 308 mm         | 38.000 t     | 4 eliche, turbine a vapore Parsons, 27,3 nodi | 1916      | —                   | Demolita 26 mesi prima del completamento |
| Ersatz Gneisenau   | 8 × 380 mm         | 38.000 t     | 4 eliche, turbine a vapore Parsons, 27,3 nodi | 1916      | —                   | Demolita 26 mesi prima del completamento |
| Ersatz Scharnhorst | 8 × 380 mm         | 38.000 t     | 4 eliche, turbine a vapore Parsons, 27,3 nodi | 1916      | —                   | Demolita 26 mesi prima del completamento |

## Classe O

Pianta e profilo del progetto della classe O.

La classe O di incrociatori da battaglia fu progettata nel 1937 per aggiungersi agli incrociatori della classe P progettati per la nuova flotta tedesca. Le tre navi erano armate da con sei cannoni da 380 mm in tre torrette binate, in una configurazione simile a quella della classe Scharnhorst. Il loro compito avrebbe dovuto essere la guerra corsara a lungo raggio, con lo scopo di disperdere le forze della flotta inglese per scortare i convogli. Le navi non furono impostate a causa dell'inizio della seconda guerra mondiale nel settembre 1939.
| Nave | Cannoni principali | Dislocamento | Propulsione                                                           | Servizio  | Servizio            | Servizio                                               |
| Nave | Cannoni principali | Dislocamento | Propulsione                                                           | Impostata | Entrata in servizio | Destino finale                                         |
| ---- | ------------------ | ------------ | --------------------------------------------------------------------- | --------- | ------------------- | ------------------------------------------------------ |
| O    | 6 × 381 mm         | 35.400 t     | 3 eliche, 8 × motori diesel a 24 cilindri, 1 turbina a vapore,35 nodi | —         | —                   | Cancellata dopo l'inizio della seconda guerra mondiale |
| P    | 6 × 381 mm         | 35.400 t     | 3 eliche, 8 × motori diesel a 24 cilindri, 1 turbina a vapore,35 nodi | —         | —                   | Cancellata dopo l'inizio della seconda guerra mondiale |
| Q    | 6 × 381 mm         | 35.400 t     | 3 eliche, 8 × motori diesel a 24 cilindri, 1 turbina a vapore,35 nodi | —         | —                   | Cancellata dopo l'inizio della seconda guerra mondiale |